# 366 v. Chr.
Portal Geschichte | Portal Biografien | Aktuelle Ereignisse | Jahreskalender | Tagesartikel

◄ |
5. Jahrhundert v. Chr. |
4. Jahrhundert v. Chr. |
3. Jahrhundert v. Chr. |
►

◄ | 380er v. Chr. | 370er v. Chr. | 360er v. Chr. | 350er v. Chr. |
340er v. Chr. |
►

◄◄ | ◄ | 369 v. Chr. | 368 v. Chr. | 367 v. Chr. | 366 v. Chr. |
365 v. Chr. |
364 v. Chr. |
363 v. Chr. |
► |
►►

## Ereignisse

### Politik und Weltgeschehen

#### Westliches Mittelmeer
- Nach der Annahme der Leges Liciniae Sextiae im Vorjahr wird der langjährige Volkstribun Lucius Sextius Lateranus erster plebejischer Konsul der Römischen Republik. Er füllt sein Amt gemeinsam mit Lucius Aemilius Mamercinus aus.
- Gaius Sulpicius Peticus und Aulus Postumius Regillensis Albinus werden römische Censoren.

#### Östliches Mittelmeer
- Der Attische Seebund erobert die Ägäisinsel Samos von den Persern zurück und beginnt die Belagerung der Hauptstadt, die sich bis ins Folgejahr hinziehen wird.
- Auf der Dodekanes-Insel Kos wird eine Stadt mit gleichem Namen gegründet.

### Kultur und Gesellschaft
- 4. September: In Rom finden erstmals die Ludi Romani statt. Fünfzehn Tage lang werden zu Ehren Jupiters Spiele für das römische Volk abgehalten. Die Spiele werden eine feste Tradition Roms und jedes Jahr von 4. bis 19. September abgehalten.

- Isokrates verfasst seine Rede Archidamos.